# Gastrosaccus mozambicus
Gastrosaccus mozambicus is een aasgarnalensoort uit de familie van de Mysidae. De wetenschappelijke naam van de soort is voor het eerst geldig gepubliceerd in 2003 door Wooldridge & Mees.